# Крещенский (Карасукский район)
Крещенский — упразднённый посёлок в Карасукском районе Новосибирской области. Располагался на территории современного Михайловского сельсовета. Упразднён в 1963 году.

## География
Располагался в 6 км к юго-востоку от села Михайловка.

## История
Основан в 1910 г. В 1928 году посёлок Крещенский состоял из 71 хозяйства. Центр Крещенского сельсовета Ново-Алексеевского района Славгородского округа Сибирского края.

## Население
По Переписи 1926 г. в посёлке проживало 350 человек (172 мужчины и 178 женщин), основное население — украинцы.